# Ніколас Споллі
Ніколас Споллі (ісп. Nicolás Spolli, нар. 20 лютого 1983, Росаріо) — аргентинський футболіст, що грав на позиції центрального захисника, зокрема за низку італійських клубних команд.

## Ігрова кар'єра
Народився 20 лютого 1983 року в місті Росаріо. Вихованець футбольної школи клубу «Ньюеллс Олд Бойз». Дорослу футбольну кар'єру розпочав 2005 року в основній команді того ж клубу, в якій провів три сезони, взявши участь у 116 матчах чемпіонату.  Більшість часу, проведеного у складі «Ньюеллс Олд Бойз», був основним гравцем захисту команди.
Влітку 2009 року перебрався до Італії, уклавши контракт з «Катанією», у складі якої був одним з основних центральних захисників протягом наступних п'яти сезонів, що команда проводила у Серії A. 2014 року «Катанія» втратила місце в еліті, а гравець, відігравши півроку за неї у другому дивізіоні, другу половину сезону 2014/15 провів в оренді у «Ромі», за яку, утім, провів лише одну гру.
Влітку 2015 року перейшов до вищолігового на той час «Карпі», де також не заграв, і продовжив кар'єру в Серії A за «К'єво», звідки за півтора року перебрався до «Дженоа».
Завершував ігрову кар'єру у друголіговому італійському ж «Кротоне», де протягом 2019—2020 років був гравцем ротації.

## Статистика виступів

### Статистика клубних виступів
| Сезон                        | Команда                      | Чемпіонат                    | Чемпіонат | Чемпіонат | Національний кубок | Національний кубок | Національний кубок | Континентальні кубки | Континентальні кубки | Континентальні кубки | Інші змагання | Інші змагання | Інші змагання | Усього | Усього |
| Сезон                        | Команда                      | Ліга                         | Ігор      | Голів     | Ліга               | Ігор               | Голів              | Ліга                 | Ігор                 | Голів                | Ліга          | Ігор          | Голів         | Ігор   | Голів  |
| ---------------------------- | ---------------------------- | ---------------------------- | --------- | --------- | ------------------ | ------------------ | ------------------ | -------------------- | -------------------- | -------------------- | ------------- | ------------- | ------------- | ------ | ------ |
| 2005–06                      | «Ньюеллс Олд Бойз»           | ПД                           | 31        | 3         | -                  | -                  | -                  | ПК                   | 2                    | 0                    | -             | -             | -             | 33     | 3      |
| 2006–07                      | «Ньюеллс Олд Бойз»           | ПД                           | 24        | 2         | -                  | -                  | -                  | КЛ                   | 7                    | 1                    | -             | -             | -             | 31     | 3      |
| 2007–08                      | «Ньюеллс Олд Бойз»           | ПД                           | 19        | 2         | -                  | -                  | -                  | -                    | -                    | -                    | -             | -             | -             | 19     | 2      |
| 2008–09                      | «Ньюеллс Олд Бойз»           | ПД                           | 18        | 0         | -                  | -                  | -                  | -                    | -                    | -                    | -             | -             | -             | 18     | 0      |
| Усього за «Ньюеллс Олд Бойз» | Усього за «Ньюеллс Олд Бойз» | Усього за «Ньюеллс Олд Бойз» | 92        | 7         |                    | -                  | -                  |                      | 9                    | 1                    |               | -             | -             | 102    | 8      |
| 2009–10                      | «Катанія»                    | A                            | 26        | 1         | КІ                 | 1                  | 0                  | -                    | -                    | -                    | -             | -             | -             | 27     | 1      |
| 2010–11                      | «Катанія»                    | A                            | 25        | 0         | КІ                 | 2                  | 1                  | -                    | -                    | -                    | -             | -             | -             | 27     | 1      |
| 2011–12                      | «Катанія»                    | A                            | 31        | 2         | КІ                 | 2                  | 0                  | -                    | -                    | -                    | -             | -             | -             | 33     | 2      |
| 2012–13                      | «Катанія»                    | A                            | 29        | 2         | КІ                 | 0                  | 0                  | -                    | -                    | -                    | -             | -             | -             | 29     | 2      |
| 2013–14                      | «Катанія»                    | A                            | 21        | 1         | КІ                 | 0                  | 0                  | -                    | -                    | -                    | -             | -             | -             | 21     | 1      |
| 2014-лют. 2015               | «Катанія»                    | B                            | 16        | 0         | КІ                 | 1                  | 0                  | -                    | -                    | -                    | -             | -             | -             | 17     | 0      |
| Усього за «Катанію»          | Усього за «Катанію»          | Усього за «Катанію»          | 148       | 6         |                    | 6                  | 1                  |                      | -                    | -                    |               | -             | -             | 154    | 7      |
| лют.-черв. 2015              | «Рома»                       | A                            | 1         | 0         | КІ                 | 0                  | 0                  | ЛЄ                   | 0                    | 0                    | -             | -             | -             | 1      | 0      |
| 2015-січ. 2016               | «Карпі»                      | A                            | 4         | 0         | КІ                 | 1                  | 0                  | -                    | -                    | -                    | -             | -             | -             | 5      | 0      |
| січ.-черв. 2016              | «К'єво»                      | A                            | 10        | 0         | КІ                 | 0                  | 0                  | -                    | -                    | -                    | -             | -             | -             | 10     | 0      |
| 2016–17                      | «К'єво»                      | A                            | 21        | 0         | КІ                 | 2                  | 0                  | -                    | -                    | -                    | -             | -             | -             | 23     | 0      |
| Усього за «К'єво»            | Усього за «К'єво»            | Усього за «К'єво»            | 31        | 0         |                    | 2                  | 0                  |                      | -                    | -                    |               | -             | -             | 33     | 0      |
| 2017–18                      | «Дженоа»                     | A                            | 21        | 0         | КІ                 | 1                  | 0                  | -                    | -                    | -                    | -             | -             | -             | 22     | 0      |
| 2018-січ. 2019               | «Дженоа»                     | A                            | 7         | 0         | КІ                 | 1                  | 0                  | -                    | -                    | -                    | -             | -             | -             | 8      | 0      |
| Усього за «Дженоа»           | Усього за «Дженоа»           | Усього за «Дженоа»           | 28        | 0         |                    | 2                  | 0                  |                      | -                    | -                    |               | -             | -             | 30     | 0      |
| січ.-черв. 2019              | «Кротоне»                    | B                            | 12        | 0         | КІ                 | 0                  | 0                  | -                    | -                    | -                    | -             | -             | -             | 12     | 0      |
| 2019–20                      | «Кротоне»                    | B                            | 7         | 0         | КІ                 | 1                  | 0                  | -                    | -                    | -                    | -             | -             | -             | 8      | 0      |
| Усього за «Кротоне»          | Усього за «Кротоне»          | Усього за «Кротоне»          | 19        | 0         |                    | 1                  | 0                  |                      | -                    | -                    |               | -             | -             | 20     | 0      |
| Усього за кар'єру            | Усього за кар'єру            | Усього за кар'єру            | 323       | 13        |                    | 12                 | 1                  |                      | 9                    | 1                    |               | -             | -             | 344    | 15     |